# Calobatella
Calobatella é um género de moscas pertencente à família Micropezidae.
As espécies deste género podem ser encontradas na Europa.
Espécies:
- Calobatella longiceps (Loew, 1870)
- Calobatella mammillata (Loew, 1854)
- Calobatella nigrolamellata (Becker, 1907)
- Calobatella petronella (Linnaeus, 1758)
- Calobatella rufithorax (Hennig, 1938)
- Calobatella uchidana (Hennig, 1938)